# Episodi di Iron Horse (prima stagione)
La prima stagione della serie televisiva Iron Horse è andata in onda negli Stati Uniti dal 10 aprile 1966 al 3 aprile 1967 sulla ABC.
| nº | Titolo originale                  | Prima TV USA      |
| -- | --------------------------------- | ----------------- |
| 0  | Scalplock                         | 10 aprile 1966    |
| 1  | The Rail Runs West                | 12 settembre 1966 |
| 2  | The Dynamite Drive                | 19 settembre 1966 |
| 3  | High Devil                        | 26 settembre 1966 |
| 4  | Right of Way Through Paradise     | 3 ottobre 1966    |
| 5  | Pride at the Bottom of the Barrel | 10 ottobre 1966   |
| 6  | Broken Gun                        | 17 ottobre 1966   |
| 7  | Cougar Man                        | 24 ottobre 1966   |
| 8  | War Cloud                         | 31 ottobre 1966   |
| 9  | No Wedding Bells for Tony         | 7 novembre 1966   |
| 10 | The Man from New Chicago          | 14 novembre 1966  |
| 11 | Explosion at Waycrossing          | 21 novembre 1966  |
| 12 | Through Ticket to Gunsight        | 28 novembre 1966  |
| 13 | Town Full of Fear                 | 5 dicembre 1966   |
| 14 | Big Deal                          | 12 dicembre 1966  |
| 15 | A Dozen Ways to Kill a Man        | 19 dicembre 1966  |
| 16 | Hellcat                           | 26 dicembre 1966  |
| 17 | Welcome for the General           | 2 gennaio 1967    |
| 18 | The Pembrooke Blood               | 9 gennaio 1967    |
| 19 | Volcano Wagon                     | 16 gennaio 1967   |
| 20 | The Bridge at Forty-Mile          | 23 gennaio 1967   |
| 21 | Shadow Run                        | 30 gennaio 1967   |
| 22 | Banner With a Strange Device      | 6 febbraio 1967   |
| 23 | Appointment With an Epitaph       | 13 febbraio 1967  |
| 24 | The Red Tornado                   | 20 febbraio 1967  |
| 25 | Decision at Sundown               | 27 febbraio 1967  |
| 26 | The Passenger                     | 6 marzo 1967      |
| 27 | The Execution                     | 13 marzo 1967     |
| 28 | Death by Triangulation            | 20 marzo 1967     |
| 29 | The Golden Web                    | 27 marzo 1967     |
| 30 | Sister Death                      | 3 aprile 1967     |

## Scalplock
- Prima televisiva: 10 aprile 1966

### Trama
- Guest star:

## The Rail Runs West
- Prima televisiva: 12 settembre 1966
- Diretto da: James Goldstone
- Scritto da: Stephen Kandel

### Trama
- Guest star: Herb Voland (Buckeye), Harry Swoger (Jake Groat), Steve Ihnat (Luke Joy), Woodrow Parfrey (Holmes), Diana Hyland (Marta), Stephanie Hill (Lucy), Richard Bull (Spender), David Sheiner (uomo di frontiera)

## The Dynamite Drive
- Prima televisiva: 19 settembre 1966
- Diretto da: Claudio Guzman
- Scritto da: Stephen Kandel

### Trama
- Guest star: Joel Fluellen (Studge), Richard Lapp (Small Wolf), Tom Reese (Gage), Paul Sorenson (Connolly), Russ McCubbin (Pettyman), Bill Saito (Barati), James Hong (Chun Lee), John Kowal (Trailman), Malachi Throne (Royal McClintock)

## High Devil
- Prima televisiva: 26 settembre 1966
- Diretto da: Samuel Fuller
- Scritto da: Samuel Fuller

### Trama
- Guest star: Charles H. Gray (Red Vitel), Dal Jenkins (Razor Joe), Louise Sorel (Jez Santeen), Rex Holman (Minstrel), George Winters (Telegraph Boy), Hardie Albright (Wilson), Fred Dale (Ruck), James Best (Chico)

## Right of Way Through Paradise
- Prima televisiva: 3 ottobre 1966
- Diretto da: Richard Benedict
- Scritto da: Mort R. Lewis

### Trama
- Guest star: Walter Maslow (Matt), Richard Crane (Phil), Hoyt Axton (Slash Birney), E. J. Andre (Amos), Sean McClory (Beau Slidell)

## Pride at the Bottom of the Barrel
- Prima televisiva: 10 ottobre 1966
- Diretto da: Jesse Hibbs
- Scritto da: John O'Dea, Arthur Rowe

### Trama
- Guest star: Gene Evans (sergente Stoddard), Jock Gaynor (Cochero), Victor Jory (capitano Anderson), Nina Shipman (Phyllis Anderson), Richard Gilden (Tepoca), Rod Cameron (maggiore Rogers)

## Broken Gun
- Prima televisiva: 17 ottobre 1966
- Diretto da: Jesse Hibbs
- Scritto da: Arthur Rowe, John O'Dea

### Trama
- Guest star: Philip Ober (Cal Diver), Kelly Jean Peters (Lee Diver), Robert F. Lyons (Sam Ringer), Strother Martin (Johnny Burke), Chuck Webster (Ticket Seller), Steve Raines (sceriffo O'Moore), James Almanzar (Jordan), Leigh Chapman (Crystal Cochran)

## Cougar Man
- Prima televisiva: 24 ottobre 1966
- Diretto da: Robert Totten
- Scritto da: Robert Sabaroff

### Trama
- Guest star: Rodolfo Acosta, Henry Darrow (Cougar Man), Richard Hale (Man-Who-Talks), Morgan Woodward (Grundy)

## War Cloud
- Prima televisiva: 31 ottobre 1966
- Diretto da: Joseph Kane
- Scritto da: Richard C. Meyer, Norman T. Herman

### Trama
- Guest star: Abel Fernández (War Cloud), Marian Thompson (Cathleen Bancroft), Milton Selzer (Thaddeus Bancroft), John Pickard (sergente Terry), Stephen McNally (Wilkens)

## No Wedding Bells for Tony
- Prima televisiva: 7 novembre 1966
- Diretto da: Harmon Jones
- Scritto da: Peter Germano

### Trama
- Guest star: Susan Browning (Laura Farrow), Warren Vanders (Lou), Jeff Morrow (sceriffo Tom Judson), Virginia Field (Madge), David Brian (Charlie Farrow)

## The Man from New Chicago
- Prima televisiva: 14 novembre 1966
- Diretto da: Samuel Fuller
- Scritto da: Mort R. Lewis

### Trama
- Guest star: Madlyn Rhue (Angela), John Milford (Johnny Spanish), James Anderson (Jim Nations), Duane Grey

## Explosion at Waycrossing
- Prima televisiva: 21 novembre 1966
- Diretto da: Murray Golden
- Scritto da: Robert C. Dennis

### Trama
- Guest star: Mort Mills (sceriffo Harkness), Toian Matchinga (Serafina), Tol Avery (J. J. Sedley), Michael T. Mikler (Stranger), Burr deBenning (Curly Webb)

## Through Ticket to Gunsight
- Prima televisiva: 28 novembre 1966
- Diretto da: Herb Wallerstein
- Scritto da: Preston Wood

### Trama
- Guest star: Sandra Smith (Nora Murphy), John Pickard (Bulwer), Rayford Barnes (capitano Miles), K. T. Stevens (Kate)

## Town Full of Fear
- Prima televisiva: 5 dicembre 1966
- Diretto da: László Benedek
- Scritto da: Robert Hamner, John O'Dea, Arthur Rowe

### Trama
- Guest star: Dennis Cross (Jim Vail), Sid Haig (Vega), Richard Evans (Will Bemis), Antoinette Bower (Angie Bemis), William Windom (Colin McCrory)

## Big Deal
- Prima televisiva: 12 dicembre 1966
- Diretto da: Earl Bellamy
- Scritto da: Norman Klenman, Bernard Rothman

### Trama
- Guest star: Woodrow Parfrey (Holmes), Pat Conway (Brill), Michael Ansara (Gillingham Comer), Hazel Court (Elizabeth Conner)

## A Dozen Ways to Kill a Man
- Prima televisiva: 19 dicembre 1966
- Diretto da: Herb Wallerstein
- Scritto da: Peter Germano, Louis Vittes

### Trama
- Guest star: Larry D. Mann (Kellam), William Bramley (Ferris), Skip Homeier (Marshal Gault), Sheree North (Alix), Owen Bush (Sam), Paul Sorenson (Connelly), Rush Williams (Jonas), Dick Shane (Leach), Ford Rainey (Ross)

## Hellcat
- Prima televisiva: 26 dicembre 1966
- Diretto da: Samuel Fuller
- Scritto da: Samuel Fuller, Oliver Crawford

### Trama
- Guest star: John War Eagle (Sioux Chief), Tony Young (Red Shirt), Vincent Beck (Lanker), Harry Landers (Yancey), Arlene Martel (Noshima)

## Welcome for the General
- Prima televisiva: 2 gennaio 1967
- Diretto da: Alan Crosland, Jr.
- Scritto da: Sherman Yellen

### Trama
- Guest star: James Griffith (Howley), James Almanzar (generale Sherman), Lisabeth Hush (Amelia Henderson), David Macklin (Wade Henderson), Royal Dano (capitano Hugh Sinclair)

## The Pembrooke Blood
- Prima televisiva: 9 gennaio 1967
- Diretto da: Herb Wallerstein
- Scritto da: Richard Shapiro, Esther Shapiro

### Trama
- Guest star: Martin Ashe (Tom), Charles Grodin (Alex), Sharon Farrell (Carrie), Tim McIntire (Harlan Pembrooke), Bob Morrison (Frank), Bert Freed (Breed Pembrooke)

## Volcano Wagon
- Prima televisiva: 16 gennaio 1967
- Diretto da: Samuel Fuller
- Scritto da: Ken Trevey

### Trama
- Guest star: Lane Bradbury (Rachel Sparrow), Dean Harens (George), Arthur Peterson (reverendo Sparrow)

## The Bridge at Forty-Mile
- Prima televisiva: 23 gennaio 1967
- Diretto da: Herb Wallerstein
- Scritto da: Tom W. Blackburn

### Trama
- Guest star: Katherine Justice (Kat Preston), Clint Kimbrough (Rare Wheeler), Douglas Kennedy (Adam Preston), Richard X. Slattery (Amos Morgan), Elena Verdugo (Abigail Bennett)

## Shadow Run
- Prima televisiva: 30 gennaio 1967
- Diretto da: Paul Henreid
- Scritto da: Peter Germano

### Trama
- Guest star: Richard Devon (DeWitt), Mary Ann Mobley (Susan), Renny McEvoy (Julius), Frank Marth (Wiley), Robert Yuro (Hunker)

## Banner With a Strange Device
- Prima televisiva: 6 febbraio 1967
- Diretto da: Samuel Fuller
- Scritto da: John O'Dea, Arthur Rowe

### Trama
- Guest star: Dean Pollack (Young Jim), Jorja Curtright (Jessica Clayborne), Brenda Benet (Kitty Clayborne), Anthony Zerbe (Beau), Jeff York (Big Jim Banner)

## Appointment With an Epitaph
- Prima televisiva: 13 febbraio 1967
- Diretto da: Herbert Hirschman
- Scritto da: Harold Livingston

### Trama
- Guest star: Lew Gallo (Frank Mason), Bill Bixby (Dan Gilmore), John Ireland (Carl Mobley), Susan Howard (Sara Collins), Austin Roberts (agente), Robert Emhardt (Alexander Fremont), Gloria Grahame (Rita Talbot)

## The Red Tornado
- Prima televisiva: 20 febbraio 1967
- Diretto da: Samuel Fuller
- Scritto da: Warren Douglas

### Trama
- Guest star: Anna Karen (Amy Hobart), Makee K. Blaisdell (Gam), Tony Davis (Red Feather), Jock Gaynor (Cabot), Michael Rennie (Johnny Hobart)

## Decision at Sundown
- Prima televisiva: 27 febbraio 1967
- Diretto da: Herb Wallerstein
- Scritto da: Stephen Kandel

### Trama
- Guest star: Celia Kaye (Emily), Victor French (Cleary), Russ Tamblyn (Kehoe), Gus Trikonis (Manolo), Sammy Reese (Ferris), Joan Huntington (Doris)

## The Passenger
- Prima televisiva: 6 marzo 1967
- Diretto da: William J. Hole
- Scritto da: Irving Cummings, Jr.

### Trama
- Guest star: Peter Mark Richman (Pierre Le Drue), Linda Cristal (Angela Teran), Alejandro Rey (Francisco Gomez)

## The Execution
- Prima televisiva: 13 marzo 1967
- Diretto da: Herbert Hirschman
- Scritto da: Ken Kolb

### Trama
- Guest star: Paul Brinegar (Waco Hobson), Joseph V. Perry (Bart Hobson), Noam Pitlik (Gabe Randall), Michael Witney (Jared Hobson), Julie Gregg (Nela Cromartie)

## Death by Triangulation
- Prima televisiva: 20 marzo 1967
- Diretto da: Otto Lang
- Scritto da: Louis Vittes

### Trama
- Guest star: Monte Markham (Dan Patrick), Gigi Perreau (Teresa), Christopher Dark (Curry), George Murdock (Walcott), Allison Hayes (Dana)

## The Golden Web
- Prima televisiva: 27 marzo 1967
- Diretto da: Herb Wallerstein
- Scritto da: Stephen Kandel

### Trama
- Guest star: Woodrow Parfrey (Holmes), Stanley Clements (Harris), David Sheiner (Brady), Patricia Barry (Helen), Gerald Mohr (Prescott Webb)

## Sister Death
- Prima televisiva: 3 aprile 1967
- Diretto da: Herbert Hirschman
- Scritto da: Mann Rubin

### Trama
- Guest star: Rita D'amico (gitana), Lurene Tuttle (Mrs. Emerson), Mark Lenard (Charlie Duke), Bridget Hanley (Bess), Don Keefer (Blake), Norman Rambo (tenente Shelby), Sandy Kevin (Krause), Richard Crane (Sands), Hal Baylor (sergente Greer), John Alderman (Dinsmore), James Hong (Ching Lee), Barbara Stuart (Lil Kane)